# Morre
Morre és un municipi francès situat al departament del Doubs i a la regió de Borgonya - Franc Comtat. L'any 2007 tenia 1.245 habitants.

## Demografia

### Població
El 2007 la població de fet de Morre era de 1.245 persones. Hi havia 478 famílies de les quals 120 eren unipersonals (62 homes vivint sols i 58 dones vivint soles), 158 parelles sense fills, 169 parelles amb fills i 31 famílies monoparentals amb fills.
La població ha evolucionat segons el següent gràfic:
Habitants censats

### Habitatges
El 2007 hi havia 501 habitatges, 484 eren l'habitatge principal de la família, 1 era una segona residència i 17 estaven desocupats. 423 eren cases i 79 eren apartaments. Dels 484 habitatges principals, 366 estaven ocupats pels seus propietaris, 112 estaven llogats i ocupats pels llogaters i 6 estaven cedits a títol gratuït; 3 tenien una cambra, 19 en tenien dues, 59 en tenien tres, 109 en tenien quatre i 294 en tenien cinc o més. 430 habitatges disposaven pel capbaix d'una plaça de pàrquing. A 187 habitatges hi havia un automòbil i a 262 n'hi havia dos o més.

### Piràmide de població
La piràmide de població per edats i sexe el 2009 era:
| Homes | Edats   | Dones |
| ----- | ------- | ----- |
| 0     | 95 o +  | 0     |
| 0     | 90 a 94 | 5     |
| 1     | 85 a 89 | 2     |
| 4     | 80 a 84 | 14    |
| 25    | 75 a 79 | 10    |
| 28    | 70 a 74 | 13    |
| 23    | 65 a 69 | 30    |
| 32    | 60 a 64 | 30    |
| 25    | 55 a 59 | 32    |
| 36    | 50 a 54 | 38    |
| 46    | 45 a 49 | 37    |
| 46    | 40 a 44 | 49    |
| 46    | 35 a 39 | 39    |
| 34    | 30 a 34 | 32    |
| 28    | 25 a 29 | 43    |
| 30    | 20 a 24 | 37    |
| 38    | 15 a 19 | 33    |
| 40    | 10 a 14 | 44    |
| 38    | 5 a 9   | 43    |
| 36    | 0 a 4   | 27    |

## Economia
El 2007 la població en edat de treballar era de 814 persones, 608 eren actives i 206 eren inactives. De les 608 persones actives 554 estaven ocupades (289 homes i 265 dones) i 54 estaven aturades (22 homes i 32 dones). De les 206 persones inactives 65 estaven jubilades, 114 estaven estudiant i 27 estaven classificades com a «altres inactius».

### Ingressos
El 2009 a Morre hi havia 491 unitats fiscals que integraven 1.255 persones, la mediana anual d'ingressos fiscals per persona era de 19.851 €.

### Activitats econòmiques
Dels 31 establiments que hi havia el 2007, 1 era d'una empresa alimentària, 1 d'una empresa de fabricació d'altres productes industrials, 8 d'empreses de construcció, 6 d'empreses de comerç i reparació d'automòbils, 4 d'empreses de transport, 1 d'una empresa d'hostatgeria i restauració, 1 d'una empresa financera, 3 d'empreses immobiliàries, 3 d'empreses de serveis, 2 d'entitats de l'administració pública i 1 d'una empresa classificada com a «altres activitats de serveis».
Dels 8 establiments de servei als particulars que hi havia el 2009, 1 era un paleta, 1 fusteria, 1 lampisteria, 2 electricistes, 1 perruqueria, 1 restaurant i 1 agència immobiliària.
Dels 2 establiments comercials que hi havia el 2009, 1 era una botiga de menys de 120 m² i 1 una botiga de roba.
L'any 2000 a Morre hi havia 8 explotacions agrícoles que ocupaven un total de 224 hectàrees.

## Equipaments sanitaris i escolars
L'únic equipament sanitari que hi havia el 2009 era una farmàcia.
El 2009 hi havia una escola elemental.

## Poblacions més properes
El següent diagrama mostra les poblacions més properes.